# The Plant
The Plant (zu deutsch: Die Pflanze) ist eine ursprünglich dreiteilige und auf 226 Exemplare limitierte und signierte Fortsetzungsgeschichte, die der amerikanische Schriftsteller Stephen King über den eigenen Kleinverlag Philtrum Press in den Jahren 1982, 1983 und 1985 „veröffentlichte“. Im Jahre 2000 publizierte King die Geschichte in überarbeiteter Form als E-Book neu und führte sie weiter. Nach sechs Teilen stellte er jedoch die Veröffentlichung ein und ließ die das Horrorgenre parodierende Geschichte unvollendet.

## Inhalt
Der bisher nicht verlegte Horrorschriftsteller Carlos Detweiller verschickt seinen Roman True Tales of Demon Infestations an den Verlag Zenith House, wo er dem Lektor John Kenton in die Hände fällt. Im Buch entdeckt Kenton jedoch möglicherweise reale Fotos von tatsächlichen Mordriten und überlässt das Manuskript der Polizei. Die Ermittlungen der Polizei führen allerdings ins Nichts, da der angeblich ermordete Norville Keen noch in dem Gewächshaus arbeitet, in dem die Aufnahmen gemacht wurden (erst später wird klar, dass Keen ein Zombie ist). Doch Detweiller ist sauer über Kentons Einmischung. Der Schriftsteller sinnt nach Rache und schickt dem Verlag eine seltsame Pflanze.
Diese Pflanze hat übernatürliche Eigenschaften, denn mit telepathischen Kräften sorgt sie dafür, dass den Lektoren urplötzlich brillante Buchideen kommen und dass sie innerhalb kürzester Zeit telepathisch miteinander kommunizieren können. Was Detweiller nicht berücksichtigt hatte, ist, dass die Pflanze erst ihre dämonischen Kräfte entfalten kann, wenn sie an unschuldiges Blut kommt. Da John und seine Kollegen vorgewarnt sind, passen sie genau auf und nutzen derweil die positiven Kräfte der Pflanze voll aus.
Doch Bedrohungen kommen von außerhalb. Zwei abgewiesene Möchtegernschriftsteller – Detweiller selbst und ein psychopathischer General – trachten den Lektoren nach dem Leben und dringen in das Verlagsgebäude ein. Gemeinsam mit der auf ihrer Seite kämpfenden Pflanze können die Lektoren beide Angreifer ausschalten – danach scheint nichts mehr dem Aufstieg des Zenith House im Weg zu stehen. An dieser Stelle bricht King seine Erzählung ab.

## Entstehungsgeschichte
In den Jahren 1982–1985 verschickte Stephen King über den eigenen Verlag Philtrum Press 226 limitierte und signierte  Exemplare der Fortsetzungsgeschichte The Plant als Weihnachtsgeschenk an Freunde und Familie. Veröffentlichungen erfolgten weder auf dem amerikanischen Buchmarkt noch in anderen Sprachen.
Nach dem Erfolg des Internetromans Riding the Bullet entschloss sich King Anfang 2000 dazu The Plant ebenfalls via Internet zu veröffentlichen und in überarbeiteter Form fortzuführen. Im Juli 2000 stellte der Schriftsteller den ersten Teil der Fortsetzungsgeschichte von The Plant auf seiner Website zur Verfügung.
Die Veröffentlichung des zweiten Teils auf seiner Homepage knüpfte King an eine Bedingung: Erst wenn 75 % der Leser (Downloader) den Obolus von einem US-Dollar entrichteten, werde der nächste Teil veröffentlicht. Auf seiner Website ließ King verlauten, dass von 152.132 Lesern (Downloader) insgesamt 116.229 Leser den US-Dollar überwiesen hatten.
Dennoch kehrte King später von dieser Bedingung (zugunsten der „ehrlichen“ Leser) ab und veröffentlichte die Teile vier und fünf bereits nach Bezahlung von rund 50 %, was King später selbst als enttäuschend bezeichnete. Gemutmaßt wird jedoch auch, dass die vorgezogenen Veröffentlichungen den Zweck hatten, die regelmäßigen monatlichen Publikationen nicht zu gefährden, um den sechsten Teil als Weihnachtsgeschenk veröffentlichen zu können.
Im Nachwort des fünften Teils machte King darauf aufmerksam, dass der sechste und längste Teil vorerst auch der letzte sei, machte aber auch deutlich, dass die Fortsetzungsgeschichte damit keineswegs beendet sei. Zwar hätte der sechste Teil einen eigenständigen und abschließenden Höhepunkt, bilde aber tatsächlich lediglich den Abschluss des ersten von drei größeren Teilen. Den sechsten Teil veröffentlichte King kostenlos am 18. Dezember 2000 als Weihnachtsgeschenk und knüpfte dabei an die Geschichte von The Plant an.
Die schriftstellerische Pause des Projektes erklärte King mit der beabsichtigten Arbeit an dem Roman Das schwarze Haus und der Fertigstellung des Romans Duddits sowie der Fortführung des Dunklen-Turm-Zyklus. Auch wies er darauf hin, dass die letzte Pause von The Plant neunzehn Jahre gedauert hätte und deshalb eine weitere Pause von 1 bis 2 Jahren (die mittlerweile jedoch erheblich überschritten wurde) überleben könne. Mittlerweile vertritt King jedoch eine andere Position: Im Februar 2006 bezeichnete er in der Radiosendung Voice of America die Geschichte als künstlerischen Fehlschlag und meinte, er werde The Plant vermutlich nicht fortsetzen.

## Wissenswertes
Die Figur des Richard Ginelli taucht erstmals in dem Roman Der Fluch auf, in dem er auch eine tragende Rolle spielt.